# Flögeln
Flögeln község Németországban, Alsó-Szászországban, a Cuxhaveni járásban. 